# Pál Sennyey

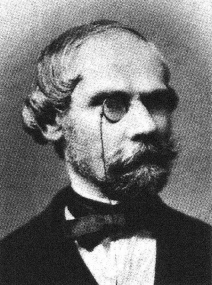
Pál Sennyey

Pál Sennyey, född 24 april 1822 i Buda, död 3 januari 1888 i Battyán, var en ungersk friherre och politiker. 
Sennyey blev 1846 sekreterare i hovkansliet och var vid ungerska riksdagen 1848 en varm talesman för legitimiteten och förbindelsen med Österrike. Han blev därför i oktober 1860 vicepresident för det ungerska ståthållerirådet, dock endast i några månader, och i juli 1865 skattmästare. Trots att han var gammalkonservativ medverkade han till den politiska förlikningen 
(Ausgleich) i februari 1867  och drog sig därefter tillbaka till privatlivet. År 1872 valdes han till underhuset och var där i några år ledare för det lilla konservativa partiet. Slutligen utnämndes han i december 1884 till judex curiæ och därmed även till ordförande i överhuset. 